# 미얀마의 의료
미얀마의 보건 상태는 열악하다. 군부 정권은 0.5~3% 정도만 보건에 예산을 쓰고 있어 세계에서 가장 낮은 수준의 투자에 머무르고 있다. 공식적으로는 의료비가 무료이지만 약과 치료에 대해서는 공공의료소와 병원 모두에서 지불해야만 한다. 공공병원이라 해도 기본 시설과 장비가 부족하다.

## HIV/AIDS
에이즈는 보건부에서 주목하는 질병으로 성 노동자 사이에서 매우 빈번하게 발생한다. 2005년 성인이 HIV 발병율은 1.3% (200,000 - 570,000)로 유엔에이즈에 따르면 발병률 감소의 기미가 나타나고 있다고 하지만 실제로는 그 수치가 높아지고 있다. 에이즈버마 프로젝트는 성 노동자 32%, dir 복용자 43%가 에이즈 보균자인 것으로 파악했다. 미얀마 정부는 에이즈 관련 예산으로 2005년 13만 7천 달러를 사용했고 노르웨이, 영국, 네덜란드, 스웨덴 등 각국 정부가 2,700만 달러 이상을 공여했다. 미얀마는 현재 아시아 국가 중 캄보디아와 태국 다음으로 에이즈 보균자가 많은 국가로 세계 51위 수준이다. 대략 11,000~35,000명 정도가 매년 에이즈로 인해 사망하는 것으로 보고 있다.

## 모자건강
2011년 6월 유엔인구기금은 The State of the World's Midwifery를 펴냈다. 이 보고서는 산파노동력과 정책에 관련하여 산모사망률 및 관련 자료를 58개국에서 파악했다. 2010년 미얀마 현지 10만 명 당 산모 사망률은 240명이었다. 1990년에 662명이었던 것보다는 줄었다. 5세 미만 영아 사망률은 1천명 당 73명이며 신생아 사망은 47명이었다. 이 보고서의 목적은 밀레니엄 개발 목표의 4번(아동사망률 감소)과 5번(모성건강 증진) 달성 가능성에 대해 타진해보기 위해서였다. 미얀마에서는 1000명당 9명의 산파가 있으며 산모 사망가능성은 180명 당 1명으로 매우 높은 수준이다.

## 같이 보기
- 미얀마의 코로나19 범유행